# Neuropsykiatrisk funktionsnedsättning
Neuropsykiatriska funktionsnedsättningar (NPF, även kallat neuropsykiatriska diagnoser) är i Sverige en vanlig samlingsbenämning på ett antal psykiatriska diagnoser som vanligen ställs under barndomsåren. Den vardagliga termen bokstavsdiagnoser syftar ofta på ADHD, ADD och tidigare damp, vilka ingår i diagnosgruppen och dessa barn kallas ibland för bokstavsbarn. Även det tidigare allmänt kända Aspergers syndrom ingår numera i NPF. 
Begreppet neuropsykiatriska funktionsnedsättningar så som det används i Sverige har introducerats av professor Christopher Gillberg och används inte internationellt. Den internationella motsvarigheten är enligt DSM 5 "neurodevelopmental disorders" och det är det begrepp som används av American Psychiatric Association. Internationellt är neuropsykiatri studiet av sambanden mellan nervsystemet och psykiska sjukdomar och så har begreppet tidigare även använts i Sverige. Det förekommer dock att begreppet neuropsykiatri används om demenssjukdomars psykiatriska konsekvenser i Sverige, vilket ansluter till den internationella normen. Under senare år har Gillberg introducerat termen ESSENCE (Early Symptomatic Syndromes Eliciting Neurodevelopmental Clinical Examinations), vilket väsentligen motsvarar hans svenskspråkiga begrepp neuropsykiatriska funktionsnedsättningar.
Den del av psykiatrin som diagnostiserar och behandlar dessa tillstånd kallas i Sverige för neuropsykiatri. Till de neuropsykiatriska diagnoserna brukar i Sverige räknas ADHD, ADD, autismspektrumstörning, autism och Tourettes syndrom. Ibland inräknas även tvångssyndrom som en neuropsykiatrisk diagnos. Damp var en svensk diagnos som utvecklades av Christopher Gillberg, som numera definieras som ADHD i kombination med störd utveckling av motorisk koordinationsförmåga (developmental coordination disorder, DCD). Personer med neuropsykiatriska funktionsnedsättningar kan bland annat ha svårigheter med socialt samspel samt även ha koncentrations- och inlärningssvårigheter. Intelligensen, definierad som intelligenskvot, är däremot inte påverkad.
Diagnoserna, främst Gillbergs damp-diagnos, har från sociologiskt håll kritiserats för att vara vaga och för att inte tillräcklig ta hänsyn till olika sociala faktorer som uppväxtmiljöer och sociala problem. Diskussionen om damp-diagnosen pågick från 1996 till 2006. Personer som var inblandade inkluderar förutom Gillberg själv även Eva Kärfve och Leif Elinder.
Terminologin funktionsvariation står ej med som synonym i Socialstyrelsens termbank men begreppet används ändå i viss utsträckning. Detta på grund av att uttrycket funktionsnedsatt kan upplevas som mer negativt laddat.